# Nelly van Balen-Blanken
Petronella "Nel"/"Nelly" van Balen-Blanken (gift Blaauboer), född 18 november 1917 i Anna Paulowna, provinsen Noord-Holland; död 29 oktober 2008 i Schagen, var en nederländsk friidrottare med hoppgrenar som huvudgren. Balen-Blanken var en pionjär inom damidrott. Hon blev silvermedaljör vid EM i friidrott 1938 (det första EM där damtävlingar var tillåtna även om herrtävlingen hölls separat).

## Biografi
Nelly van Balen-Blanken föddes 1917 i Anna Paulowna i nordvästra Nederländerna. Efter att hon börjat med friidrott tävlade hon i löpning, häcklöpning, längdhopp och höjdhopp. 1937 gick hon med i Nederländernas friidrottsförbund (KNAU - Koninklijke Nederlandse Atletiek Unie) och senare gick hon med i idrottsföreningen "AV Sagitta" (grundad 1936, idag "Phanos") i Amsterdam.
1937 tävlade hon i sin första landskamp då hon vann höjdhoppsgrenen. 1938 blev Balen-Blanken blev holländsk mästare i höjdhopp med 1,57 meter vid tävlingar den 7 augusti i Deventer.
1938 deltog hon även vid EM 17 september–18 september på Praterstadion i Wien. Under tävlingarna tog hon bronsmedalj i höjdhopp efter Dora Ratjen och Ibolya Csák. Senare fråntogs Rajten guldmedaljen varpå Csák istället tilldelades första plats med Balen-Blanken på silverplats och ny bronsmedaljör blev Feodora Solms.
1940 blev hon nederländsk silvermästare i längdhopp (med 5,05 meter) och i höjdhopp (med 1,55 meter) vid tävlingar den 10–11 augusti i Amsterdam.
Åren 1938–1944 låg hon på topp 4 listan bland världens höjdhoppare fem gånger (däribland delad första plats 1938 med Ibolya Csák).
1948 deltog hon i en landskamp mot Frankrike den 13 juni där hon slutade på tredje plats i höjdhopp. Sista tävlingen blev en landskamp mot Italien  i Rom den 27 juni 1948 där hon slutade på en 4.e plats i höjdhopp.
Senare gifte hon sig med Jacob Blaauboer och drog sig tillbaka från tävlingslivet.
Nelly van Balen-Blanken dog 2008 i Schagen.